# Ambaixada romana (Alexandria, 173 aC)
El Llegat romà va enviar una ambaixada romana a Alexandria el 173 aC.
Les ambaixades estaven formades per un grup d'ambaixadors i tenien per missió portar missatges del Senat a estats estrangers. El seu nomenament era considerat un gran honor i només es concedia a homes il·lustres.
Roma va enviar cinc ambaixadors als reis Perseu de Macedònia, per tractar d'assumptes relacionats amb el país i a Ptolemeu VI Filomètor a Alexandria, per renovar l'aliança entre Egipte i Roma l'any 173 aC:
- Quint Bebi Sulca
- Marc Cecili Denter
- Marc Corneli Mammula
- Gneu Lutaci Cercó
- Gai Valeri Leví